# Яде (Німеччина)
Яде (нім. Jade) — сільська громада в Німеччині, розташована в землі Нижня Саксонія. Входить до складу району Везермарш.
Площа — 93,57 км2. Населення становить 5854 ос. (станом на 31 грудня 2021).